# Vita (Spagna)
Vita è un comune spagnolo di 79 abitanti situato nella comunità autonoma di Castiglia e León. Colonizzata da immigrati provenienti da Borgo Vita (Sicilia) all'epoca del Regno d'Aragona.